# Applicativi verticali
Gli applicativi verticali (vertical market application, detto anche software verticale o soluzione verticale), sono dei software applicativi che rispondono alle specifiche esigenze di un singolo mercato o di un mercato strettamente definito, e quindi dedicata specificatamente ad un determinato settore manifatturiero o dei servizi (quali ad esempio, calzaturifici,  farmaceutici, alimentari, metalmeccanici, credito), e determinate dimensioni aziendali, in genere medie o piccole.
Si usa il termine in contrasto con gli applicativi orizzontali che sono software di uso generalizzato (general-purpose).
È una applicazione gestionale sufficientemente completa che soddisfa le esigenze di base dell'azienda e al contempo rispetta e segue nei limiti del possibile le consuetudini gestionali ed operative e la terminologia tipiche del settore di appartenenza. 
In ambiente Enterprise Resource Planning (ERP) questo termine è utilizzato per indicare una versione "ritagliata" di un sistema informativo generalizzato e onnicomprensivo ed adattata alle esigenze tipiche di cui sopra. In questo caso si tratta, almeno in parte, di una pura esigenza commerciale: i sistemi ERP si distinguono per costi di licenza, installazione e gestione molto alti, spesso proibitivi; con le soluzioni verticali i grandi produttori ERP hanno potuto ampliare il loro target di mercato alle medie e piccole imprese, con costi più contenuti.  
Un esempio di applicativo verticale è un software che permetta ad un medico di gestire le cartelle cliniche, ad un assicuratore di gestire l'emissione delle polizze, ecc. Prendendo in esame il primo esempio, il software è progettato specificamente per essere usato in un ambulatorio, difficilmente sarà utile per realtà differenti. Il software può essere utilizzato così com'è stato distribuito oppure uno studio medico può incaricare un consulente di modificarlo per venire incontro alle proprie specifiche esigenze. Questa seconda possibilità risulta particolarmente agevole nel caso in cui l'applicativo sia FOSS.